# Aru Machi no Gunjō
"Aru Machi no Gunjō" (jap. 或る街の群青) − dziewiąty singel japońskiej grupy muzycznej Asian Kung-Fu Generation, wydany 29 listopada 2006. Pochodzi z albumu World World World. Tytułowy utwór usłyszeć można w anime Tekkon Kinkreet.

## Lista utworów
1. "Aru Machi no Gunjō" (jap. 或る街の群青)
2. "Kugenama Surf" (jap. 鵠沼サーフ Kugenama Sāfu)

## Twórcy
- Masafumi Gotō – śpiew, gitara
- Kensuke Kita – gitara, śpiew
- Takahiro Yamada – gitara basowa, śpiew
- Kiyoshi Ijichi – perkusja
- Asian Kung-Fu Generation – producent
- Yūsuke Nakamura – projekt okładki